# Вейнтісінко-де-Майо (округ)
Округ Вейнтісі́нко-де-Ма́йо (ісп. 25 de Mayo) — адміністративно-територіальна одиниця 2-ого рівня у провінції Буенос-Айрес в центральній Аргентині. Адміністративний центр округу — Вейнтісінко-де-Майо.
Населення округу становить 35842 особи (2010). Площа — 4769 кв. км.

## Історія
Округ заснований у 1851 році.
Його початкова назва була Мулітас. Межі округу встановлені у 1910 році.

## Населення
У 2010 році населення становило 35842 особи. З них чоловіків — 17340, жінок — 18502.

## Політика
Округ належить до 7-ого виборчого сектору провінції Буенос-Айрес.